# La liberazione di Ruggiero dall'isola d'Alcina

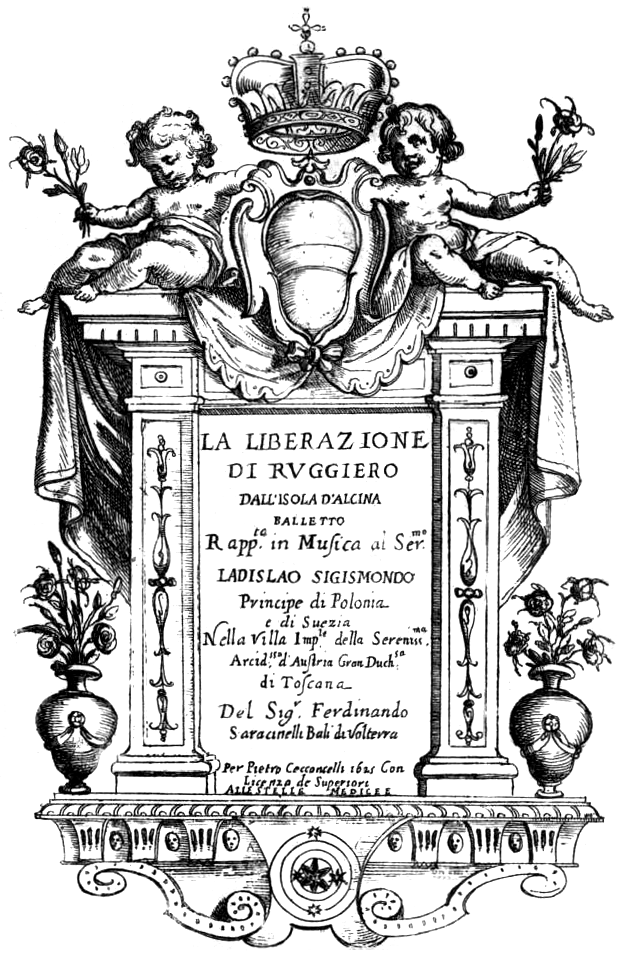
Locandina dell'opera comica.

La liberazione di Ruggiero dall'isola d'Alcina è un'opera comica (non un'opera buffa), in quattro scene di Francesca Caccini, eseguita per la prima volta il 3 febbraio 1625 alla Villa di Poggio Imperiale a Firenze, su un libretto di Ferdinando Saracinelli, basato sull' Orlando furioso di Ludovico Ariosto.

## Storia e contesto
È la prima opera lirica scritta da una donna, e per un lungo periodo considerata come la prima opera italiana ad essere eseguita al di fuori dell'Italia. Fu eseguita per celebrare la visita del principe Władysław di Polonia durante il Carnevale 1625 e fu ripresa a Varsavia nel 1628. L'opera era stata commissionata dalla reggente Maria Maddalena d'Austria, moglie di Cosimo II de' Medici, per il quale aveva lavorato la Caccini. Ruggiero fu stampato sotto la protezione di Maria Maddalena nel 1625, solo cinque anni dopo la prima opera stampata in Italia. È l'unica opera di Francesca Caccini che sia sopravvissuta.

## Stile musicale e orchestrazione
La liberazione di Ruggiero è scritta nello stile moderno, vale a dire lo stile di Claudio Monteverdi, anche se il lavoro deve più forse all'opera di Jacopo Peri. Esso utilizza il nuovo stile recitativo, così come le canzonette nello stile del Concerto delle donne. L'orchestrazione dell'opera comprende il lirone e, fatto notevole per il periodo, non comprende un castrato. La scrittura musicale del lavoro è sbilanciata verso le voci più alte, con sei soprani, due contralti, sette tenori, e solo un basso, nonché un trio di flauti dolci. Nella composizione viene utilizzato uno schema che associa la tonalità di bemolle al femminile (la protagonista femminile Alcina e il suo seguito) e la tonalità di diesis con il maschile (il protagonista maschile Ruggiero e gli altri ruoli maschili). L'androgina maga Melissa (lei appare nella forma di un uomo, Atlante) è la tonalità neutra, rappresentata dalla tonalità di Do maggiore. Alcina è una maga malvagia e sensuale, mentre Melissa è androgina e buona. Melissa combatte per liberare Ruggiero dagli incantesimi di Alcina. I critici moderni hanno interpretato la musica come una dichiarazione sul genere femminile; o come Melissa, le donne devono rinunciare alla loro femminilità per avere successo o, come Alcina (nonostante la sua evidente mancanza di successo), le donne possono essere ancora dominanti a causa del fascino duraturo della loro musica.
Il lavoro è stato registrato e rivisitato un certo numero di volte, comprese Colonia (1983), Ferrara (1987), Stoccolma (1990), Minneapolis (1991), Düdingen (Switzerland), Regensburg, Neuburg an der Donau (Germania) (1999) e Brighton (2015), al Brighton Early Music Festival, dove è stata registrata dalla BBC Radio 3.

## Edizioni
- Direttore d'orchestra Wladyslaw Klosiewicz, La Liberazione di Ruggiero dall'isola d'Alcina, with the Warsaw Chamber Opera and Musica Antique Collegium Varsoviense.
- La Liberazione Di Ruggiero dall'isola d'Alcina, Ensemble Renaissance on Sorabia Records.